# Glycosmis pseudosapindoides
Glycosmis pseudosapindoides är en vinruteväxtart som beskrevs av Narayan.. Glycosmis pseudosapindoides ingår i släktet Glycosmis och familjen vinruteväxter. Inga underarter finns listade i Catalogue of Life.